# 矢澤美々
矢澤 美々（やざわ みみ、3月3日 - ）は、日本のAV女優。アトラクティブ所属。

2022年4月より「ひなたいのり」として活動。

## 略歴・人物
2016年にAVデビュー。
2017年頃に活動を休止。
2022年4月より「ひなたいのり」として活動を再開。所属事務所は以前と同じアトラクティブ。

## 人物
身長145cmで体重35kgの小柄で華奢なロリ系AV女優。ブラウスと吊りスカートの制服を着る機会が多い。2023年に発売された作品では本来ひなたが履く吊りスカートのサイズは140～150のはずだが160～170サイズのものが用意されてサスペンダーを上げてないとスカートが落ちてしまうのに共演者がサスペンダーを取り上げるみたいなやり取りがある。
初体験は16歳の時。相手は初めての彼氏で、アルバイトをしていた秋葉原のメイドカフェの常連客の友人。

## 出演作品

### アダルトDVD
- 独占新人。 29kgの女の子。 みみ 143cm つるぺた（12月1日、ミニマム）

- ビデオのお仕事。 みみ 143cm つるぺた 29kg（1月1日、ミニマム）
- 過激なオプションで大人気。 予約の取れない添い寝リフレ。 2（2月1日、ミニマム）
- 超名門セックス部合宿まるごと全員に種くばり（2月1日、ZUKKON/BAKKON）
- 「私たちの愛娘です。着エロアイドルでは生計ムリなので、AV出しちゃいますね。」by DQN両親（2月1日、キチックス）
- 今から越谷 145cm/34キロ/Bかぷ/したはつるつる〜/お買い物つきあってほちぃ♡ 18才（2月10日、FIRST STAR）
- 親がいない日、僕は妹とむちゃくちゃSEXした。（2月24日、I.B.WORKS）
- 僕を疑い、恥をかかせた強気で生意気な女子校生を全裸にして謝罪要求!それでも自分の非を認めたくないのか!?チ○コを挿れてもツン顔でイキ我慢! 2（3月3日、DOC）
- JK vs 童貞 「僕のオナニーを手伝ってください!」（3月3日、DOC）
- 狙われた調教従順ペット 貧乳みみちゃん(18)と輪姦凌辱（3月10日、MERCURY）
- ミニミニ♡つるぺたいもうと 近親中出し 矢澤美々 身長145cm（4月4日、ケートライブ）
- 父・祖父のすぐ側でイタズラされても抵抗出来ない男湯ギリギリOK娘 3（4月7日、DOC）
- JKパンコキ!? 脱ぎたてほかほかパンティで僕のチ○ポをシゴいて下さい!（4月7日、DOC）※「あみ」名義
- 私立ハミ出し食い込み新体操部のロリっ子みよちゃん、ちっちゃい体におリボンからまっちゃった…。芸術点は低くてもパンツのシミは最高得点!!（4月25日、クンカ）※「みよ」名義
- パパとりかえっこお泊まり会 父娘スワップの夜（4月28日、FIRST STAR）
- しょうぢょとあそべるおみせがたのしすぎたからこづくり（5月1日、ZUKKON/BAKKON）
- 僕のちっちゃすぎるお嫁さん みみ 18歳（5月12日、MERCURY）※「みみ」名義
- いいなりつるぺた少女 Aカップ パイパン（5月23日、ケートライブ）
- 神待ち家出少女を助けまくって10人の神様に君臨した僕（6月1日、MOODYZ）
- 男装つるぺた少女（6月6日、ケートライブ）
- Aカップびっち3人組が校内を占拠!! 汗臭いち○ちんに興奮を覚えた私たちの次なるターゲットは冴えない独身オヤジ先生（6月9日、FIRST STAR）
- 入院中の病弱な少女の病室を夜な夜な訪問する変態医師 深夜の隠し撮り卑劣映像・勝手にAV発売（6月19日、キチックス）
- 父・娘スワップ(交換)バーベキュー 乱痴気近親相姦祭り!! 屋外近親相姦祭り!!今年も開催!（6月23日、FIRST STAR）
- 母娘強制懐妊 最愛の娘(18)は、男達の玩具にされていました… 弄ばれ、汚され、処女まで奪われ… そしてその様子をビデオに撮られていたんです… 一刻も早く娘の恥ずかしい記録を取り戻さないと… でも、それが地獄の日々の始まりでした…（6月25日、オーロラプロジェクト・アネックス）
- 夏の健康診断 女学生5名 田舎町で起きた中出し大乱交事件（7月1日、キチックス）
- 夏休み特別講座☆ ファーストスター 中出しスイミングスクール開校 ぴかぴかのスク水ちゃん5名（7月14日、FIRST STAR）
- 女子校生専門 ドライブスルー車内リフレ 10人4時間（7月19日、キチックス）
- 新宿で見つけたミニマムで無垢なお嬢さんに18cmメガチ○ポを素股してもらったらこんなヤラしい事になりました。（7月20日、アイエナジー）
- 貧乳専門ロリっ娘ソープ（8月1日、アイエナジー）
- 発掘!看板娘 ノリが良すぎる親友同士の女子校生と制服着せたままハメ撮り&逆3P あまりにもエロカワで良い子ちゃんなのでそのまま撮影を口説いて乱交しちゃった一部始終（8月7日、kawaii*）※「みみ」名義
- マジックミラー号 女性の5％しかいないAカップ美女限定乗車! 超微乳女子大生のピンコ勃ち乳首をオイルマッサージすれば敏感すぎて腹筋ビクビク えび反り絶頂!!（8月10日、SODクリエイト）※「しおり」名義
- 田舎のお嬢様学校の女子校生をさらってレ○プ、射精直前に「お前より可愛い娘を今すぐ電話で呼ばないと中出しするぞ」と脅して友達を連れてこさせてその娘もレ○プ、そして結局全員にナマ中出し! 50人FINAL（8月10日、サディスティックヴィレッジ）※「ミミ」名義 ※撮り下ろし5人+総集編45人
- ED治療で8人のナースが施術 AV研究会のJK9人が実践 3人の女ADが小遣い稼ぎにロケで学んだ技を披露 極上のフェラチオ完全撮り下ろし 合計20名! 2枚組6時間（8月10日、サディスティックヴィレッジ）※『AV研究会のJK9人が実践』に出演
- 女子校生革命!夏なんてぶっ飛ばせ! 5人の美少女が制服大改造スーパークールビズで登校してきた!!（8月11日、FIRST STAR）
- 父と娘の近親中出しSEX（8月22日、ケートライブ）
- 地域男女相撲大会に向けて集まった合宿中の少女わいせつ映像（8月25日、I.B.WORKS）
- 羞恥 新入生 発育健康診断 2017 AVOPENエディション（9月1日、サディスティックヴィレッジ）　※AV OPEN 2017 乙女部門エントリー作品
- 聖キチックス学園 青春中出し大乱交教室 超可愛的女子校生7名（9月1日、キチックス）　※AV OPEN 2017 乙女部門エントリー作品
- 夏祭り浴衣少女公衆トイレレイプ（9月22日、I.B.WORKS）
- あなたのおちんちんが果てしなくカワイイ事が10人の姉に、ばれた。（10月1日、ZUKKON/BAKKON）
- 仲良くシェアするツインフェラチオ 〜妹だから出来る息ぴったりのコンビ技!ハーレム過剰奉仕で快感飽和〜（10月20日、SEX Agent）
- 最強属性 15（10月27日、最強属性）
- 妹の胸チラ（11月24日、I.B.WORKS）
- 犯され壊されたちっぱい娘 強姦 美々18歳（12月1日、プラネットプラス）

- 「許して下さい…」 必死になって謝罪する女たちの土下座尻にバックからチ○ポをねじ込む高速激ピストン生ハメ制裁中出し!（1月5日、OFFICE K'S）
- 満員電車で接吻挑発されちゃって…（1月5日、OFFICE K'S）
- AV面接に来た高校卒業したての「本当に18歳なの?」と疑いたくなるつるぺたロリ体型の女の子（1月13日、イノセント）
- パンチラ見てたら挑発オナニーしてきたドスケベな小悪魔美少女たち（1月19日、OFFICE K'S）
- J● ぬるぬるオ●ンコディルドオナニー 8（1月19日、OFFICE K'S）
- 魅惑のW尻コキ 二つの美尻に挟まれ、勃起チ○ポをスリスリシコシコしたい!（1月19日、OFFICE K'S）
- 素人娘のフェラチオが上手すぎる！！ 4（7月20日、OFFICE K'S）

- グルメサイトで人気の肉バルでナンパした美女2人を自宅に連れ込んでハイスペック男子を装いSEXまで持ち込めた件（配信11月24日・セル12月1日、Cupido）

- 葛飾共同区営団地 日焼け美少女わいせつ映像6 (7月22日、I.B.WORKS）
- この妹、凶暴につき 2（配信9月2日・セル9月6日、ディープス）
- トリプルミニマムトリプルパイパン! 無邪気すぎるこどもビッチーズ。（9月22日、ひよこ）

- 遊びに来た息子の彼女(マセガキ)に全裸露出で迫られ1日だけのセフレ契約… 皆には内緒で射精(だ)しまくる日曜日（2月9日、電脳ラスプーチン）
- 身長145cm以下の 小さい姪っ子が妙に懐いてくるので、(男の夢)こっそりエッチなお医者さんごっこ。お注射したらなまめかしい吐息にガマンできずお薬どぴゅどぴゅ中出し。（2月23日、ひよこ）
- ちび炉利っこ 連れ込み部屋 潮まみれ注意報 北関東発（4月12日、FIRST STAR）
- 愛娘、担保。父、競艇。母、ホスト。141cm32kg いのり（配信4月22日・セル4月25日、キチックス/妄想族）
- 【流出】女子○生を無差別に犯す2 卑劣おじさんの猥褻記録映像（5月27日、ビッグモーカル）
- 看護師にお薬を処方してみました…【興奮剤と眠剤を過剰投与され鬼畜研修医に剥ぎ取られる白衣】（6月1日、素人39）
- 発育中の女子○生の身体をじーっくり診察 初めての恥じらいエチエチ健康診断！青春の香りがたまらない制服J○を全裸にしておま○こやアナルを触診…ドキドキ赤面発情しちゃったワレメちゃんにデカチン生挿入！キツキツおま○こ中出し検診SP（6月9日、赤面女子）
- 【特集】わが家はセックスがコミュニケーション！ 令和の新たな’家族のカタチ’とは… 日常的に家庭内性交が行われる家族に密着(8月10日、SODクリエイト／SENZ）
- 再婚相手の連れ子が無邪気な射精管理してきて限界勃起「ママとのエッチ我慢できたら射精させてあげるね」 ひなたいのり（8月22日、うさぎ/妄想族）
- 素人ヘアヌード大図鑑～看護学校卒業したての新人ナース編（10月24日、S級素人）
- 完全撮り下ろし乳もみナンパ！恥じらいレベチ素人娘101人の個性豊かな生おっぱいを揉んで！摘まんで！鷲掴みぃ！街行く素人女子に交渉→即もみもみ！巨乳・爆乳・神乳・ちっぱい全て揃った10時間年末特大スペシャル！！おっぱいパワーで世界を平和に！！（12月8日、赤面女子）

- 最強属性63 ひなたいのり（4月26日、最強属性）
- 制服美少女フルヌード（8月20日、うさぎ/妄想族）
- ツルペタめちゃ小さい美少女ワレメをデカチンで6P乱交おじさん巨マラ極小パイパンにメリメリ連続挿入無毛マ〇コからザーメン溢れ出るまで猛ピストン中出し壮絶ドキュメント（10月8日、同人AV倶楽部/妄想族）
- ジュニアアイドルいのりちゃんと秘密の個人撮影 ひなたいのり（10月24日、MILK）

### VR
- フェラする妹 お兄ちゃんのおち●ちん大好き（6月7日、ブイワンVR）
- 生中出しSEX ドSの妹に責められまくる!（6月15日、ブイワンVR）
- 生中出し 妹の美マンにブチ込め!!（7月14日、ブイワンVR）
- 妹と禁断エロ展開（8月11日、CASANOVA）
- 職権乱用!いいなりJKに性指導（8月25日、CASANOVA）
- 絶童（8月25日、CASANOVA）
- ローション手コキ 妹とソープごっこ（9月1日、ブイワンVR）
- キャンプで没入密室 発情テント（9月8日、CASANOVA）

- まだカラダが出来上がりきっていない田舎の姪っ子姉妹たちと秘密の近親相姦中出し（4月19日、SODクリエイト）

- 日焼け姪っ子の夏休み（9月30日、TMA）
- 美少女を狙った公衆トイレ待ち伏せこじ開けレイプ（10月28日、TMA）

### ネット配信
- h506 矢澤　美加（HAPPY FISH）

- 【FC2発撮り】顔出し!素人女子大生【限定】いのりちゃん22歳145センチの低め身長女子大生！顔に似合わず自分からグイグイ攻めるエロ娘!!（7月29日、ギャラクシィ☆堂）
- 【週末限定販売】国家機密を探る女スパイの決死の潜入捜査。調査対象者に自らの肉体を差し出して情報収集する危険動画流出（10月21日 - 23日、ゴブリン・ダーク・スパイダー）※期間限定販売
- 素人女子大生【限定】いのりちゃん22歳145センチの低め身長JD！ロ○顔に似合わず自分からグイグイ攻めるエロエロエッチ大好き娘!!（11月2日、ハメドリネットワークSecondEdition）※アダルトサイトFC2にて7月29日に先行販売している作品と同じ

- ひなたいのり ひょっとこアへ顔でフェラする女（5月5日、ひょっとこアへ顔でフェラする女）
- まんぐり羞恥Vol.2（5月19日、Z-MEN）※FANZA動画独占
- 【個人撮影】思春期女子 ミニマムボディ いのり 生意気娘にポコチン制裁！大人の言いなり無抵抗性交 ひなたいのり（5月27日、ビッグモーカル）※FANZA動画

※この作品はJKSR-589「【流出】女子○生を無差別に犯す2 卑劣おじさんの猥褻記録映像」収録内容の一部と同一です。
- 真田さん（6月1日、素人ペイペイ）※FANZA動画‐素人
- いのり（6月4日、俺の素人‐Z‐）※FANZA動画‐素人
- 【個人撮影】思春期女子 ミニマムボディ いのり 生意気娘にポコチン制裁!大人の言いなり無抵抗性交（6月12日、ビッグモーカル公式チャンネル）※FC2動画

※この作品はJKSR-589「【流出】女子○生を無差別に犯す2 卑劣おじさんの猥褻記録映像」収録内容の一部と同一です。
- ちびっこたん（11月10日、陳飛龍）※FANZA動画‐素人
- 【ペタンコパイパン制服のミニ子宮を中出しで精子まみれ6P群姦】ツルペタ肉体を中年集団チ○ポで複数乱交【素人乱交サークル秘蔵映像70】（11月17日、素人乱交の刃）※FC2動画
- 【還暦爺さんがツルペタ肉体舐めまわしパイパンミニ膣ナマ挿入】ミニマム制服に自分勝手な風俗プレイでご奉仕セックス叩き込むインモラル中出し3Pセックス【素人乱交サークル秘蔵映像71】（11月24日、素人乱交の刃）※FC2動画
- ちびっこたん２（12月1日、陳飛龍）※FANZA動画‐素人

- いのり（2月5日、御茶ノ水素人研究所） ※FANZA動画‐素人

※この作品はJKSR-589「【流出】女子○生を無差別に犯す2 卑劣おじさんの猥褻記録映像」収録内容の一部と同一です。
- みーちゃん（2月18日、しろうと乱交サークルの刃）※FANZA動画‐素人

※この作品はFC2「【ペタンコパイパン制服のミニ子宮を中出しで精子まみれ6P群姦】ツルペタ肉体を中年集団チ○ポで複数乱交【素人乱交サークル秘蔵映像70】」と同一です。
- みーちゃん 2（2月25日、しろうと乱交サークルの刃）※FANZA動画‐素人

※この作品はFC2「【還暦爺さんがツルペタ肉体舐めまわしパイパンミニ膣ナマ挿入】ミニマム制服に自分勝手な風俗プレイでご奉仕セックス叩き込むインモラル中出し3Pセックス【素人乱交サークル秘蔵映像71】」と同一です。

### イメージDVD
- つるぺたくぱぁ。（2022年7月27日、スパイスビジュアル）※「原口えみる」名義